# Ізотопи кисню
Ізото́пи ки́сню — атоми кисню з різною чисельністю нейтронів у ядрах. Відомо 18 ізотопів кисню, з них три — стабільних: 16O, 17O, 18O. Решта 15 — від 11O до 28O — радіоактивні та мають період напіврозпаду менше 123 секунд.
Кисень-16 є третім за поширеністю ізотопом у Всесвіті, поступається лише 1H та 4He.
На Землі частка 16O з-поміж ізотопів кисню становить 99,76 %, внаслідок цього атомна маса кисню усереднено становить 15.9994 а.о.м.. В окремих середовищах, внаслідок температурних змін, тощо вона коливається в проміжку 15.99903—15.99977 а.о.м..

## Стабільні ізотопи
У природі існує три стабільних ізотопи кисню: 16O, 17O, 18O. 
Кисень-16 є другим після гелію-4 найрозповсюдженішим ізотопом з поміж продуктів зоряного нуклеосинтезу. Та утворюється після потрійної альфа реакції: 
| 4He + 4He → 8Be       | (−0.0918 MeV) | Злиттям двох ядер гелію-4 виникає нестабільний берилій-8.                      |
| 8Be + 4He → 12C + 2 γ | (+7.367 MeV)  | Якщо берилій-8 встигає провзаємодіяти з ядром гелію-4, утворюється вуглець-12. |
| 12C + 4He → 16O + γ   | (+7.162 MeV)  | вуглець-12 поглинанням ядра гелію-4 у свою чергу продукує кисень-16.           |
У свою чергу два ядра кисню-16, в надрах масивних зір при температурах від 1500000000 K, можуть зливатися в ядра важчих елементів. Внаслідок цієї реакції ядерного горіння кисню утворюються різноманітні ізотопи, як масивніші (24Mg, 27Al, 28Si, 30P, 31P, 30S, 31S, 32S) так і легші (1H, 2H, 4He).

### Співвідношення ізотопів
1935 року було виявлено, що співвідношення R=+18O/16O в атмосфері Землі є вищим аніж у морській воді. Явище отримало назву ефект Доула на честь американського хіміка. Станом на 2005 рік співвідношення δ було виміряне: +R(атмосфери)/R(океану)-1=23.88‰. Цей дисбаланс виникає через мас-залежне фракціонування ізотопів хімічних елементів живими організмами (при диханні чи фотосинтезі). Також важка вода (молекули з важчими ізотопами кисню чи водню) слабше випаровується з водойм при нижчих температурах. Аналізуючи співвідношення δ=+R(зразок)/R(стандарт)-1 можна оцінити температуру клімату планети на момент формування зразка, наприклад, вмерзання повітряної бульбашки в кригу. Порівняння ізотопного складу кисню для вкраплень повітря в крижаних кернах льодовиків із сучасними значеннями (наприклад Віденський стандарт середньої океанічної води) дозволяє палеоекології встановлювати хронологію кліматичних змін.

## Радіонукліди

CNO-цикл в ядрах зірок, з проміжною ланкою ^{15}O

Окрім трьох стабільних ізотопів кисню, було штучно синтезовано ще 15, усі вони короткоживучі. Найдовше існує 15O — період напіврозпаду 122.24±0.16 c. Найкоротше 25O — 2.8±0.5.
× 10-21 с.
- Ізотопи з меншою кількістю нейронів (11O—15O) головно за рахунок бета-розпаду з випромінюванням позитрона (β+) перетворюються на вуглець чи азот.
- Ізотопи з більшою кількістю нейронів (19O—28O) зазвичай через бета-розпад з випускання електрона (β-), перетворюються на флуор.

### Кисень-15
Кисень-15 є однією з проміжних ланок вуглецево-азотного циклу (CNO-циклу), в якому чотири ядра протію (1H) перетворюються на ядро гелію-4 (4He). Цикл відіграє важливу роль в зоряному нуклеосинтезі.
Цей радіонуклід застосовується в медицині для позитронно-емісійної томографії (PET-візуалізація). 15O розпадається, випромінюючи позитрон, який у свою чергу анігілює з електроном з емісією двох гамма-квантів (з енергіями по ~511 кеВ). Аналіз розподілу гамма-квантів і використовується при обстеженні легень, центральної та периферійної гемодинаміки тощо. Щоправда через короткий час існування (період напіврозпаду — близько 2 хвилин), частіше застосовують інші ізотопи (11C, 13N, 18F).
В умовах земної атмосфери кисень-15 утворюється зокрема внаслідок впливу гамма-променів, що виникають зокрема від блискавок, на стабільний ізотоп 16O в молекулах кисню O2.
16O + 
γ → 15O + 
n
Упродовж кількох хвилин після утворення майже весь кисень-15 перетворюється на стабільний азот-15:
15O → 15N + 
ν + 
e+

Гамма-промені, що утворюються внаслідок анігіляції позитрона, пролітають в середньому до 90 м в атмосфері.

## Список ізотопів кисню
| Символ нукліда | Z(p)              | N(n)              | Маса ізотопа (а. о. м.) | Період напіврозпаду (T1/2) | Канал розпаду (ймовірність) | Похідні ізотопи | Спін і Парність ядра |
| Символ нукліда | Енергія збудження | Енергія збудження | Енергія збудження       | Період напіврозпаду (T1/2) | Канал розпаду (ймовірність) | Похідні ізотопи | Спін і Парність ядра |
| --- | ----------------- | ----------------- | ----------------------- | -------------------------- | --------------------------- | --------------- | -------------------- |
| 11O | 8                 | 3                 | 11.0(1)                 | [~3.4 MeV]                 | 2p                          | 9C              | 3/2−, 5/2+           |
| 12O | 8                 | 4                 | 12.034262(26)           | > 6.3× 10-21 c             | 2p (60%) p (40%)            | 10C 11N         | 0+                   |
| 13O | 8                 | 5                 | 13.024815(10)           | 8.58(5)× 10-3 c            | β+ (89.1%) β+p (10.9%)      | 13N 12C*        | (3/2−)               |
| 14O | 8                 | 6                 | 14.008596706(27)        | 70.621(14) c               | β+                          | 14N*            | 0+                   |
| 15O | 8                 | 7                 | 15.0030656(5)           | 122.24(16) с               | β+                          | 15N*            | 1/2−                 |
| 16O* | 8                 | 8                 | 15.99491461960(17)      | стабільний                 | —                           | —               | 0+                   |
| 17O* | 8                 | 9                 | 16.9991317566(7)        | стабільний                 | —                           | —               | 5/2+                 |
| 18O* | 8                 | 10                | 17.9991596128(8)        | стабільний                 | —                           | —               | 0+                   |
| 19O | 8                 | 11                | 19.0035780(28)          | 26.464(9) с                | β−                          | 19F*            | 5/2+                 |
| 20O | 8                 | 12                | 20.0040754(9)           | 13.51(5) с                 | β−                          | 20F             | 0+                   |
| 21O | 8                 | 13                | 21.008655(13)           | 3.42(10) с                 | β−                          | 21F             | (5/2+)               |
| 22O | 8                 | 14                | 22.00997(6)             | 2.25(9) с                  | β− (78%) β−n (22%)          | 22F 21F         | 0+                   |
| 23O | 8                 | 15                | 23.01570(13)            | 9.7(8)× 10-2 c             | β− (93%) β−n (7%)           | 23F 22F         | 1/2+                 |
| 24O | 8                 | 16                | 24.01986(18)            | 6.5(5)× 10-2 c             | β− (57%) β−n (43%)          | 24F 23F         | 0+                   |
| 25O | 8                 | 17                | 25.02934(18)            | 2.8(5)× 10-21 c            | n                           | 24O             | 3/2+#                |
| 26O | 8                 | 18                | 26.03721(18)            | 9.0× 10-21 c               | 2n                          | 24O             | 0+                   |
| 27O | 8                 | 19                | 27.04772(54)            | <2.6× 10-7 c               | n (?) 2n (?)                | ?               | 3/2+#                |
| 28O | 8                 | 20                | 28.05591(75)            | <1.00× 10-7 c              | n (?) 2n (?)                | ?               | 0+                   |
| () — ± щодо останніх вказаних порядків значень; * — стабільні ізотопи;? — невідомо; # — розрахункові дані; (β) — бета-розпад (β− — електрон; β+ — позитрон); p — протонний розпад ; n — випромінювання нейтрона; |                   |                   |                         |                            |                             |                 |                      |